# Саут Парк Вју (Кентаки)
Саут Парк Вју (енгл. South Park View) град је у америчкој савезној држави Кентаки.

## Демографија
По попису из 2010. године број становника је 7, што је 189 (-96,4%) становника мање него 2000. године.
| Група             | 2000.        | 2010.      |
| Белци             | 196 (100,0%) | 7 (100,0%) |
| Афроамериканци    | 0 (0,0%)     | 0 (0,0%)   |
| Азијати           | 0 (0,0%)     | 0 (0,0%)   |
| Хиспаноамериканци | 0 (0,0%)     | 0 (0,0%)   |
| Укупно            | 196          | 7          |